# 足利義康
足利義康（日语：／ Ashikaga Yoshiyasu */?，1127年—1157年7月7日），本名源義康，日本平安時代後期武將，號陸奧判官，足利氏家祖。

## 生平
義康的祖父是源義家，父親是源義國，兄長是新田義重。義康繼承了父親位於下野國足利莊，並且以此為根據地冠姓足利。康治元年（1142年）十月，義康將足利莊寄進至鳥羽上皇建立的安樂壽院，使安樂壽院成為了足利莊的本所，他則出任了下司。及後，他也因此出仕於鳥羽上皇，成為了北面武士，並且擔任了左衛門尉和檢非違使。保元之亂時，他支持後白河天皇，率領的一百騎兵，規模上僅次於平清盛的三百騎兵和源義朝的二百騎兵，為天皇軍的主力部隊。義康從近衛（現京都府京都市上京區近衛町一帶）攻向崇德上皇所在的白河北殿，成功擊敗上皇，並且捉拿了平家弘父子五人，並且將他們斬首於大江山。立下戰功的義康成為了藏人，並且獲准昇殿與就任陸奧守，自此又稱足利陸奧判官或足利藏人判官。與其兄新田義重相比，義康大多時間都不在陸奧，官位晉升也比義重要順利。而且，他的妻子是熱田神宮大宮司藤原範忠之女，她也是源義朝之妻由良御前的姪女，作為源氏庶家的足利氏由於與宗家的姻親關係，其子孫在京都和鎌倉也受到重用。除了足利莊外，後來他也從其父義國處繼承了簗田御廚，並且與藤姓足利氏就領有權問題長期對立。保元2年5月29日（1157年7月7日），義康死去。
江戶時代製作的傳義康倚像，與傳源義國立像、傳足利尊氏倚像，以木造武將像的名義在2000年11月17日獲登錄為足利市指定文化財。